# Vlorë
Vlorë (dạng xác định trong tiếng Albania: Vlora) là thành phố lớn thứ ba của Albania. Đây là thành phố cảng lớn thứ nhì đất nước, sau Durrës. Về địa lý, nó nằm trên miền duyên hải bắc Địa Trung Hải, bên vịnh Vlorë.
Vlorë được thành lập như một thuộc địa Hy Lạp vào thế kỷ 6 TCN dưới tên Aulon và liên tục có người ở trong suốt 26 thế kỷ. Thời hiện đại, trong một thời gian ngắn, thành phố từng là thủ đô Albania. Đây là nơi mà vào ngày 28 tháng 11 năm 1912, tuyên ngôn độc lập của Albania được đọc.